# Rowy (województwo łódzkie)
Rowy – wieś w Polsce położona w województwie łódzkim, w powiecie sieradzkim, w gminie Wróblew.
Prywatna wieś szlachecka położona była w drugiej połowie XVI wieku w powiecie sieradzkim województwa sieradzkiego. W latach 1975–1998 miejscowość położona była w województwie sieradzkim.

## Położenie
Rowy znajdują się 15 kilometrów na południowy zachód od Sieradza.
Rowy to najdalej wysunięta na zachód wieś w gminie Wróblew.

## Historia
3 września 1939 żołnierze Wehrmachtu zamordowali we wsi 12 osób. 9 mieszkańców Kliczkowa Wielkiego i 3 mieszkańców Rowów.
W ramach planu 6-letniego w Rowach wybudowano szkołę podstawową. Jej pierwszym dyrektorem został Jan Łuczak. Następnym dyrektorem był Józef Stanioch.

W roku 1999 szkoła została zlikwidowana. Uczniowie zostali przeniesieni do szkoły podstawowej im. Władysława Reymonta w Charłupii Wielkiej.
Z inicjatywy proboszcza Charłupii Wielkiej i mieszkańców wsi została wybudowana w Rowach kaplica. Budowę zakończono w 1997 roku.